# Montpezat-sous-Bauzon
Montpezat-sous-Bauzon là một xã ở tỉnh Ardèche, vùng Rhône-Alpes ở đông nam nước Pháp.